# GANTZ (映画)
『GANTZ』（ガンツ）は、同名漫画『GANTZ』を原作とする2011年公開の日本のSFアクション映画。
日本公開日はPART1『GANTZ』が2011年1月29日、PART2『GANTZ PERFECT ANSWER』（ガンツ・パーフェクトアンサー）が2011年4月23日。全2部作で前編・後編共にPG12指定を受けた。

## ストーリー
前編『GANTZ』
就職活動中の大学生・玄野計と正義感の強い加藤勝の2人は、ある日電車に轢かれて命を落とす。死んだはずの2人が、黒い謎の球体「GANTZ」に召喚され、異形の星人たちとの戦いを強いられる。血で血を洗う戦いを加藤は嫌悪するが、玄野は戦いを通じて明らかになる自分の秘められた力に自らの存在を見出すなど、二人の感覚は対極となる。戦いに目覚め、生き抜くことを選択する玄野。一方、暴力に支配された世界を嫌悪し、戦いを否定する加藤は死闘の末に命を落としてしまう。
後編『GANTZ PERFECT ANSWER』
身近にある生と死を実感した玄野は、100点めにゅ～で加藤を生き返らせるために戦いを続けていく。過去に100点を取り、ガンツを卒業していたメンバーの鮎川たちも復活し、心強い仲間たちとともに得点を積み重ね、順調かに見えた玄野たち。しかし、加藤の不可解な復活と、ガンツメンバーの周囲をかぎまわる謎の男と最強の敵が出現し、ガンツの何かが狂い始める。そして、異変が起き始めたGANTZが次のターゲットに選んだのは、星人ではなく玄野のことを想い続ける多恵だった。

## キャスト
<>内にはあだ名を表記する。
玄野 計<くろの> - 二宮和也
本作品の主人公。東京都内の私立大学に通う就職活動中の4年生。大学では目立たない存在。人生に目標が持てないまま漠然と面接を受け続けており、同級生たちからも顰蹙を買っている。事実、面接官からの基本的な質問にさえ答えられず、面接に落ちてしまうことも。ある日、幼馴染の加藤を助けようとして電車に轢かれ、ガンツに召喚される。当初は困惑するも、田中星人を倒したことで得点を獲得し、自分が成果を上げ、評価されたことに初めて喜びを得る。ガンツスーツの力にも気付き、次第にガンツ世界での戦いに目覚め、自分自身の存在意義を見出すようになっていく。だがそれによって増長し始めて加藤を見下し、殺人罪で少年院に収監されていた過去を罵ったりもするようになった。その後、千手観音ミッションで加藤を失い、初めてその存在の大きさに気づいた玄野は深い悲しみに暮れ、生きる気力さえ失いかける。そんな中、多恵の想いを受け再び立ち上がる決意をする。
加藤 勝<かとう> - 松山ケンイチ
玄野とは小学校の同級生。22歳。小学生の弟・歩との2人暮らしの生活を支えるため、高校進学を断念して働き始める。幼いころの歩を酒に酔っては毎日殴っていた父親を殺害してしまい、少年院に収監されていた過去を持つ。小学生の頃はよくいじめられており、そのたび玄野に助けられていたため、当時から玄野に憧れている。正義感が強く、貧しいながらも必死に生きている。地下鉄で線路に誤って落ちた酔っ払いを助けて電車に轢かれ、玄野と共にガンツに召喚される。暴力に支配されるガンツ世界を嫌悪し、敵を殺さずに仲間を失わない戦いを選ぼうとするが、それは単に自分が死にたくないだけの口実であることを玄野に看破され、動揺する。おこりんぼう星人ミッションにて、強大な千手観音に果敢に立ち向かうも、最期は刺殺される。
その後、黒服星人ミッションで100点をとった鈴木の100点めにゅ～によって生き返る。
"もう一人の加藤" - 通称：『加藤星人』
本稿では便宜上「千手（加藤勝体）」で統一する。加藤に擬態した千手観音。「黒いボール」を手に入れるためにミッション外の玄野らと接触する。殺害した人物に擬態し、記憶も取り込む能力があり、加藤に擬態した際に加藤の父親殺しやガンツでの記憶を得る。
後編では敵の中で黒服星人以上の主体であり、ガンツはこの星人に極度の脅威を抱いている。事実、その戦闘力はスピード、パワー、剣術、体術、スタミナ、回復力、そして知能と全てにおいて最強であり、ガンツスーツを全開にした玄野と加藤が二人がかりで挑んでもほとんど敵わない。

小島 多恵<こじま たえ> - 吉高由里子
玄野に秘かに想いを寄せる大学の同級生。ガンツに召喚された後の玄野の変化に気付き、不安を覚える。絵が得意で、玄野を主人公のモデルにしたヒーロー漫画を描いており（主人公の名は玄野ならぬ「草野」）、画のタッチは女性としては珍しくダイナミックである。 加藤の死後、弟の歩の勉強を玄野と共に見てあげており、歩も多恵を慕っている。
後編ではミッションのターゲットにされ、ガンツメンバーだけでなく、千手からも命を狙われる。　
西 丈一郎<にしくん> - 本郷奏多
玄野たちが初めてガンツに召喚される前からガンツ世界でミッションを経験している高校生。ガンツ卒業生でさえ彼の後輩である。端正な顔立ちであるが、他人の命を軽視する冷酷な性格。死亡したのは12歳のころであり死因は事故死（転落死）とされているが、実際は飛び降り自殺である。奸知に長け、仲間を囮にして敵と戦う作戦を得意とする。常に他人を「愚民ども」と言って見下しており、ゆえに学校でも虐められている。長年ガンツ世界にいるだけあってその知識は豊富であり、星人の習性も熟知している。格闘戦は苦手のようで正々堂々と星人と戦うシーンは見られないが、後編における桜井との撃ち合いでは、中距離以上での命中率が低いXガンであっさり桜井を葬っており、射撃の腕は高い。
"もう一人の西" - 通称：『西星人』
本稿では便宜上「千手（西丈一郎体）」で統一する。加藤に擬態していた千手観音が、ガンツの部屋へ侵入するべく西に擬態した姿。瞬きは星人のそれである。

岸本 恵<きしもと> - 夏菜
リストカットで自殺し、ガンツに召喚される。20歳。以前に心を病み、心療内科に通院していたことがある。その時のカルテには「他人から嫌われることを極端に嫌う八方美人。会話が苦手で、感情を表すのが得意ではない。ただし、感情が露になったときは、予想もしない行動を取りがちである」と記載されている。リストカットの理由も男に振られたショックからの衝動であり、入浴中に行っている。洗面所に立つとその時の記憶がフラッシュバックすることがある。カルテの通りに内気な性格でありながら、ねぎ星人（親）を体当たりで突き飛ばすという自分でも驚くような大胆な行動に出る。仲間思いで優しい加藤に強く魅かれていく。
なお、岸本の名は「めぐみ」ではなく「けい」であり、玄野と同じ読みである。映画版ではこのことに触れる描写はない。
鮎川 映莉子 - 伊藤歩
ガンツに再び召喚（召還）された卒業生（前編ではポスターのみ登場）。10代のころから雑誌のモデルとして活躍している。かつての芸名は『エリコ・鮎川もも』であり、後編の4年前に「鮎川映莉子」と改名し女優デビューする。その後に主演女優賞を受賞しており、国民的女優としての地位を獲得する。トップモデルおよび女優として活躍するが、突如理由を公表せずに休業。このころ何らかの原因により死亡し、ガンツ世界で戦っていた。後編にて、ある日、彼女のもとに「黒いボール」が届く。ガンツでの記憶が戻らないままガンツに操られ、かつての同胞であり、同じ卒業生である小林、山本、中村を（そうだったとは忘れたまま）次々に殺害し、ガンツの部屋へ転送させる。4つ目の鍵である小島多恵を殺害しようとするが、多恵の乗る電車が黒服星人ミッションの場と交錯してしまい、黒服星人に銃撃され目的を果たせぬまま千手（加藤勝体）に射殺され、自身もガンツの部屋へ転送される。この時、ガンツの部屋への鍵である黒いボールを千手に奪われてしまう。
鈴木 良一<すずき> - 田口トモロヲ
20年間皆勤で勤めた会社をリストラされたサラリーマン。車の事故に遭い、病院へ運び込まれるも死亡し、ガンツに召喚される。玄野と加藤を信頼し、共に戦う。穏やかな優しい性格で、常に相手を立てる。ミッションではいつもビビッて戦いもせず、何かと逃げ惑っている印象を受けがちだが、実際には黒服星人ミッションで黒服星人を2体倒しており、玄野と同日に100点超えを果たし、千手との最終決戦まで生き残るなど、戦闘力は非常に高い。この強さは100点を取り、亡くした妻を生き返らせるという揺るぎない目的を持っているからである。千手との最終決戦では初めて激情し、千手に斬りかかる。
重田 正光 - 山田孝之
死んだはずの人間と黒い玉の部屋の真相を追う謎の男。その正体は公安の捜査員。死者の遺体消失事件と、東京で繰り返される謎の破壊活動に関連があると確信し、捜査を開始する。捜査のため黒服星人と接触し、何らかの取引をしたと思われる描写がある。彼の行動が直接ガンツ世界に影響することはないが、終盤にて彼が応援要請し出勤した特殊部隊が千手（西丈一郎体）を射殺したことで千手をガンツの部屋への到達を許してしまう。なお、彼が得たガンツに関する重要な資料とデータの大部分は菊地が収集し、作成したものである。
北倉 玲子 - 戸田菜穂
重田の同僚である刑事。
加藤 歩 - 千阪健介
加藤の弟。料理が得意で、玄野や多恵に自慢の料理を振舞ったりもしている。口の利き方は小生意気だが、これは親しい相手に対しての裏返しであり、実は普通に礼儀正しい。気丈な性格であるが、兄・勝が自分のために少年院に収監されたことで心に傷を負っており、後編では再び勝が帰宅しなくなったことで非常にナーバスになっている。彼の帰宅に備え、ケーキの作り方を覚え、用意もしていた。千手（加藤勝体）が家を訪れた時このケーキを差し出すも、直後に殺害される。
桜井 弘<さくらい> - 白石隼也
フリーター。おこりんぼう星人ミッションからの参加者。「ひとみ」という彼女とドライブデート中に事故に遭い、ガンツに召喚される。心優しい青年で、事故直後のガンツの部屋では何よりひとみの安否を心配している。カレーのチェーン店でアルバイトとして働いており、店の味を自信を持って宣伝している。多大な犠牲者を出したおこりんぼう星人ミッションから大仏星人ミッションまでを経て生還したのは、玄野と鈴木、そしてこの桜井の3名だけである。
後編におけるガンツメンバー内の対立では、自らが盾となり玄野たちを逃がすも、西にXガンで撃たれて死亡する。
玄野 憲一 - 浅野和之
玄野の父。
山田 雅史 - 小松利昌
小学校教師。ねぎ星人ミッションの参加者。ガンツの部屋とガンツスーツを「幻覚」と断言する。
稲森 貴史 - 落合モトキ
金髪のフリーター。ねぎ星人ミッションの参加者。ねぎ星人（親）と対峙したとき、鈴木と山田にXガンの発砲を促す。
畑中 清 - 小林一英
強面のヤクザ。ねぎ星人ミッションの参加者。場に構わず岸本の裸に欲情したり、岸本を守ろうとする加藤に凄まれてあっさり怖気き、自分より強い親ネギ星人に掴みあげられて許しを懇願するなど、ヤクザらしさが見て取れる。ねぎ星人（親）に虚勢を張るもあっさり捕らえられ、味方によるXガンの斉射の盾にされてしまい、脚を一本残して惨めに粉砕される。
白石 いずみ<しらいし> - Merii
ショップ店員。田中星人ミッションからの参加者。常にケータイを手にしている。田中星人ミッションでは辛くも生還。再び召喚された「おこりんぼう星人ミッション」においてガンツスーツを着用するも、避難先で千手観音と遭遇し命を落とす。だが、これによって玄野たちは新たな敵の存在を知ることが出来た。
杉本 カヨ - 市川千恵子
亮太の祖母。田中星人ミッションの参加者で、孫とともに漫画・アニメ版『GANTZ』にも登場。
杉本 亮太 - 春名柊夜
カヨの孫。田中星人ミッションの参加者。
岡崎 明俊 - 古澤裕介
サバイバルゲームマニア。おこりんぼう星人ミッションの参加者。不用意にXショットガンを発射してしまい、それによって偶然にもおこりんぼう星人の片割れを仕留めるが、もう片方に踏み潰され死亡。
徳川 夢想 - 土平ドンペイ
僧侶。おこりんぼう星人ミッションの参加者。仲間をそっちのけで自分だけ逃げ去るという僧侶らしからぬ行動を取り、避難先で必死に般若心経を唱えるも千手観音に斬殺される。
高橋 光輝<たかはし> - 若葉竜也
定職に就かず、女を食い物にしている青年。坂野からは「こいつはヒモ! 女の敵!!」と罵られているが、そんな坂野を姉のように慕っている。ヒモとは言え決して根っからの悪人ではなく、黒服星人ミッションから帰還したときは坂野の死に号泣し、ガンツメンバー内の対立では坂野を生き返らせたい一心で小島多恵を守ろうとする玄野にXガンを向ける。前編ラストからの登場にもかかわらず、後編の黒服星人ミッションまでに88点を獲得している。
坂野 理沙 - 玄覺悠子
昼は介護士、夜はホステスとして働いている（歳はごまかしている）。ホステスとしての人気は高いらしい。後編では姉御的存在だが、黒服星人ミッションにおいて黒服・参に殺される。
小林 新一<こばやし> - 阪田マサノブ
特 徴 - やさしい。
好きなもの - パソコン。
システムエンジニア。鮎川に殺害され、ガンツに再び召喚（召還）された卒業生。子供が生まれてから禁煙していたが、ミッション開始前は恐怖を抑えるため喫煙する。家族のために解放されたい一心で記憶が完全に戻らない状態でも果敢に戦い、黒服・参を卒業生たちとの連携で倒し、ガンツ卒業生にふさわしい強さを見せつける。
山本 真子<やまもと> - 緑友利恵
特 徴 ― あたまいい。
好きなもの ― 優等生。
高校生。鮎川に殺害され、ガンツに再び召喚（召還）された卒業生。一見大人しそうだが、ミッションでは物怖じせず星人に立ち向かう。学校では優等生であり、持ち前の知性を戦闘に活かして高い実力を見せ付ける。黒服・参をガンツソードで貫いた時、罪の意識に襲われる。
中村 孝太<なかむら> - 越村友一
特 徴 ― うるさい。
好きなもの ― ジョギング。
美容師。ガンツに再び召喚（召還）された卒業生。鮎川に殺害されてガンツの部屋に来た時は状況が把握できず、わめき散らしていた。ジョギングを趣味にしているだけあって身体能力は高く、黒服星人ミッションにおいて活躍する。だが、1年半前の黒服星人ミッションでは、この時とは比較にならないほど強かったらしい。
親ネギ星人 - 長江英和
子ネギ星人 - 五十嵐翔、早川恭崇
田中星人 - 柴田愛之助
黒服・壹 - 綾野剛
黒服星人のリーダー。黒服星人ミッションのターゲット。能力においては吸血鬼に相当する。
黒服・貳 - 奥瀬繁
黒服星人ミッションのターゲット。
黒服・参 - 水沢奈子
黒服星人ミッションのターゲット。
黒服・肆 - 平野靖幸
黒服星人ミッションのターゲット。
黒服・伍 - 大石将史
黒服星人ミッションのターゲット。
黒服・陸 - 神威杏次
黒服星人ミッションのターゲット。
玉男 - 橋本まつり
ガンツの中にいる、スキンヘッドで人工呼吸器に似た生命維持装置を装着している全裸の男性。ガンツに入っている経緯はもとより、素性や年齢など、一切が不明。
地下鉄の乗客 - 本田望結、吉村卓也、藤井貴規、平田薫
菊地 誠一 - 加藤晴彦
フリーライター。ANOTHER GANTZの主人公。ある日、インターネットのファイル共有領域において謎のテキストファイルを発見し、唯一その解読に成功した人物。これにより『ガンツ』なる世界の存在を知ることとなり、興味に駈られるまま調べを進めていくにつれ、ただならない何かが起こっていることを確信する。以後、本格的な調査によってガンツメンバーを絞り出し、その中の西、鈴木と接触。ガンツについて聞き出そうとするも曖昧な証言しか得られなかった。その後もあらゆる情報網を駆使して調査を進め、ついにガンツと星人の存在、および死んだはずの人々が「ガンツ」と呼ばれる黒い玉によってミッションを与えられ、星人との過酷な戦闘を行っているという事実を突き止める。そしてこれらの調査記録を保存し、媒体を通じて公開する準備までを終えるが、その直後、自宅で黒服・壹に暗殺される。

## ミッション

### ねぎ星人編
場所は多摩市一ノ宮。メンバーは8人、うち、新メンバーは7人。
ねぎ星人（2体）
- 特 徴：くさい
- 好きなもの：ねぎ

子ねぎ星人（1体）1点
本編で最初に登場する星人。子供のねぎ星人であり、いつもネギだけを食べているせいか、かなり臭い。追い詰められると鼻水を撒き散らす。体は脆いが人間の大人と同じくらい足が速く、指先に刃物のような鋭い爪を隠しており、人間を衣服の上から傷を負わせるだけの威力がある。追いつめられた際に「ねぎあげます…」と喋っている。最期は原作と同じようにガンツメンバーからXガンの乱射を受け死亡。
親ねぎ星人（1体）5点
ねぎ星人が大人になった姿。手の爪が伸長し、子ねぎ星人のそれと違い、人間の大腿を一瞬で切断するほどの威力がある。身体もコンクリート並に硬くなっており、人間よりも数倍強いパワーを持つ。大人になってもネギを食べている。カツラをつけて特徴的な頭頂部を隠すなど、ある程度の知能がある。原作とは違い、西によるXガンの銃撃で悲鳴を上げながら爆死する。

### 田中星人編
場所は品川区八潮のとある立体駐車場。メンバーは8人、うち、新メンバーは3人。
田中星人（1体）7点
- 特 徴：さわやか
- 好きなもの：ラジカセ

田中星児に似た人型の外装を着ている星人（大爆発の直前、顔が割れて中の生物が一瞬だけ見える）。持っているラジカセからは田中星児が歌う『切手のないおくりもの』が流れている。原作とは異なり1体だけであるが、その分戦闘能力は大幅に向上しており、口から発射する強力な光弾は、ガンツメンバーのコントローラーなどの精密機器を電磁波のようなもので破壊するだけでなく、物理的にも相当な破壊力を持ち、同時発砲した玄野を一方的に吹き飛ばしている。非常に短気な性格であり、ラジカセを破壊されたり大ダメージを受けた時には目を見開いて怒りをあらわにし、人間を超える速さで走りまわり、かなりの高速戦を展開する。
不可視状態で隙を狙っていた西に不意打ちを喰らわせて吹き飛ばした後、ロケット噴射による上空からの頭突きと凄まじい連続殴打によってガンツスーツを破壊し、瀕死の状態に追い詰める。とどめの光弾を発射する直前で加藤に掴まえられ、スーツの力で締め上げられ失神する。その後、再び起き上がり加藤へ攻撃を開始。連続殴打で圧倒した後、加藤に光弾を発射するも、後ろから岸本に鉄パイプで殴られ失中。標的を岸本へ変更し、歩み寄ったところを股間を蹴り上げられ、再び怒って岸本を投げ飛ばし、これを撃退。次は玄野に襲いかかり激戦を繰り広げる。車内で一瞬の隙を突き玄野を押さえ付け、とどめの光弾を定めるが、発射直前で玄野のXガンを顔面に喰らい、爆死する（この時、玄野自身も右腕と左脚を吹き飛ばされる）。
原作では同じ外見の個体が12体存在し、加えてそれらを統括するボスもいる。また外装の中身（素体）は巨大な禍々しい鳥類のような姿であり、羽根も腕も無く、肩には鳥の雛を乗せている。

### おこりんぼう星人編
場所は台東区上野の国立博物館。メンバーは8人、うち、新メンバーは、3人。
おこりんぼう星人（2体）3点
- 特 徴：おおきい
- 好きなもの：静かなところ

金剛力士の姿をしており、博物館の入り口の両脇に立っている。身長5mの巨体でありながら、Xショットガンの後方からの攻撃を自分の身長以上の跳躍でかわすなど、驚異的な反射神経と身体能力を持つ。建物や石畳を軽く破壊する怪力を誇り、拳の風圧だけで人間を吹き飛ばしてしまう。
片方は岡崎にXショットガンで撃たれ爆散。もう片方は玄野に殴りかかった際にXショットガンの銃撃を真正面から受けて死亡。
千手観音（1体）5点
博物館の展示室にいた星人。いつの間にか音もなく至近距離まで近付き（よく見ると足は一切動かしていない）、猛攻撃を仕掛けてくる。原作のような灯篭レーザーや酸入りの水瓶などは装備していないが、38本の腕（千手観音の腕は40本だが、2本は合掌している）に持つ鋭利な大剣や金棒から繰り出される縦横無尽の攻撃は凄まじく、この攻撃で相手をメッタ斬り・メッタ刺し・メッタ打ちにする。この猛攻は敵に反撃する隙さえ与えず、ガンツソードの斬撃を真剣白刃取りで止め、Xショットガンの銃撃さえ重ね合わせた刀剣でいとも簡単に防ぐなど、攻守ともにほぼ完璧な、正に最強の星人である。ミッションの終盤で玄野と戦い、終始圧倒するが、刀剣がXショットガンの銃撃を防いだ時に破壊されたため、掌に出した仏像を階段に落とし、それが巨大化する間に姿を消す。
前編のエピローグで再び登場するが、この時は加藤に擬態している。千手にはその場で殺した人間の声を用いて会話したり、擬態した人間の記憶を取り込む能力があり、後編ではこれを応用してガンツメンバーの前線基地であるガンツの部屋に到達し、部下と思しき黒服星人たちと共にガンツメンバーと大激戦を繰り広げる。
大仏星人（1体）5点
本ミッション最後のターゲット。千手観音が放り出した小さな仏像が博物館の屋根を突き破るまでに巨大化したもの。巨体であるがゆえに動きは遅いが、博物館の屋根を薙ぎ払うほどの強大な腕力を持っている。
脚に重傷を負った玄野を追い詰めるも、体内に突入した彼にXガンを乱射され死亡。

### 黒服星人編
場所は地下鉄車両。メンバーは8人。ガンツの異変によって現実世界とクロスし、多数の一般人が死傷する大惨事となる。また、ミッションの時間も途中から完全に無制限となる。
黒服星人
- 特 徴：いっけんふつう
- 好きなもの：くろいボール

外見は人間（日本人）そっくりで、全員が黒服姿である。テレパシーやテレポートなどの超能力を持ち、マシンピストル（グロック18）を所持する他、手から出した黒い靄のようなものを束ね、ガンツソードと互角に打ち合えるほど堅牢な刀を作り出すことが可能。また生命力も強く、四肢の欠損程度なら同じ方法で再生することもでき、頚椎の骨折さえ即時回復させられる。だが、胴体や頭への攻撃は効く模様。血は黒い。黒服星人の仲間と思われる加藤星人（加藤に擬態した千手）は、灰色の煙を纏わせて刀や拳銃を出現させたり変身したりしている。
ガンツの卒業生達は2年前、渋谷宇田川町の裏通りで彼らの同胞達と戦い全滅させている。
黒服星人の持つガンツメンバーに関する情報は千手から得たものだが、加藤はガンツメンバーの中でも短命だったため充分なものではなく、他の情報（ガンツメンバーと思われる人物の所在や素性等）は重田との取引によって得ている。
黒服星人と千手が同じ種族なのかは不明だが、瞬きの仕方や靄や煙から何かを実体化させる等の能力を持ち、千手が黒服星人の集団との接触もしていることから、可能性は非常に高いと言える。
感情表現が淡白ながら仲間意識が強いらしくガンツメンバーや一般人への攻撃動機として｢復讐だ。お前達は私達の仲間を沢山殺した｣などそうと取れるセリフが散見され、絶命する際も復讐心を吐露する。
黒服・壹（1体）
黒服星人のリーダー格。黒いスーツを着用。見た目は25歳前後。ガンツのディスプレイに表示されたイラストはこの壹である。常にポーカーフェイスの他の黒服星人たちと違い、ニヤけたり驚いたりの表情を見せることが多い。近距離であれば目的の人物の居所を察知する遠隔透視能力や、体格に見合わず片手で電車のドアをいとも簡単にもぎ取り、これを数メートル先まで豪速で投げ飛ばすなど、人間を遥かに超えた身体能力を持つ。運転士を殺害して電車を暴走状態にさせた後、この地下鉄の乗客たちを無差別に殺害していく。重田から得た情報と遠隔透視により、鮎川が地下鉄に乗車することを知り（乗車時もガンツメンバーが先頭車両にいることを察知する）、鮎川を発見するやマシンピストルを発砲し、この時も周りの乗客が多数犠牲となる。鮎川に狙いを定めた直後に玄野と遭遇し、一騎討ちを広げ、剣の戦いでは玄野を圧倒する。激戦の末にXガンを撃ち込まれて電車の外へ放り出され、マシンピストルの乱射も虚しく爆死する。
また、ANOTHER GANTZの終盤において菊地の部屋にテレポートで侵入しており、秘密を知りすぎた菊地を暗殺する。
黒服・貳（1体）
黒いジャケットを着た黒服星人で、壹の側近的な存在。見た目は40歳前後。参・肆・伍と共に乗客に向けてマシンピストルを乱射した。玄野との戦いではガンツソードで腹部を貫かれて吐血するも通常に戦闘を続け、玄野をあと一歩のところまで追い詰めるほどの実力を持つ。寸前のところで玄野にXガンを発射され、ホームに投げ飛ばされる途中で爆死した。
※ANOTHER GANTZでは、岸本を追う菊地の前に突如として現れ、菊地が後方の壹に目を向けている数秒のうちに20mほど先から一瞬で接近し、直後に菊地の首を片手だけで締め上げて失神寸前にさせ、髪の毛を掴み全身を軽々と持ち上げるなど、黒服星人の脅威的な強さを見せつけつつ脅迫する。
黒服・参（1体）
ブラウスや黒いスカートを着た、女子高生を思わせる風貌の黒服星人。剣術も瞬発力も半端ではなく、黒服星人の中で最も身体能力が高い。可愛らしい外見とは裏腹に、その実力は高橋、坂野を撃破しガンツの卒業生3人を単身で相手にするほど。小林、山本、中村の連携攻撃の末に山本のガンツソードで腹部を貫かれ、千手観音と同じように復讐心を吐露しながら絶命する。
黒服・肆（1体）
壹同様に黒いスーツを着た黒服星人。見た目は35歳前後。マシンピストルでの銃撃後は刀のみで戦う。剣技などは見られないが、黒服星人の中で最も腕力が強いらしく、片手で軽々と刀を振り回し、鉄製の手すりを一瞬で切断し坂野を圧倒する。桜井のガンツソードによる斬撃を刀で本人ごと弾き返し、直後の高橋の背後からのタックルをも平然と受け止め、片手で高橋を投げ飛ばす。最期は鈴木に斬りかかったところを反撃され、ガンツソードで腹部を貫かれ死亡。
黒服・伍（1体）
黒いパーカーを着た黒服星人。見た目は30歳前後。戦いに2挺のマシンピストルを用いる。小林、中村の同時の背後からの斬撃を鮮やかになぎ払い、直後に頭部を銃撃するなどの優れた体術も使う。ガンツ卒業生3人と対決し、山本に背中を斬られたにもかかわらず戦闘を続行する。最期は小林の攻撃に弾き飛ばされた先で鈴木のガンツソードの刃が偶然首に当たり、そのまま斬られて死亡する。
黒服・陸（1体）
黒いコートを着た黒服星人。見た目は45歳前後。190cmほどの長身。黒服・壹～伍とは始めから別行動を取っている。乗っていた車両の乗客全員を刀で無差別に惨殺したところで重田と対峙し、重田が足や胴体に数発もの銃弾を命中させるも全く効いていない。玄野がこの車両に突入した際、ガンツソードで横腹を斬られて体勢を崩すも、玄野が同じ車両にいた重田に戸惑っている間に立ち上がり、背後から刺しかかろうとする。この時、重田が咄嗟に発砲し、その銃弾を頭部に受けて死亡する。

### 小島多恵編
場所は東京23区内。メンバーは10人。
小島多恵（1人）100点
- 特 徴：よわい
- 好きなもの：くろのくん

玄野の恋人である小島が、ガンツのターゲットにされてしまう。玄野、加藤、鈴木、桜井は、小島を守る側に回ったためにそれ以外のメンバーとの対峙を強いられる。メンバーとは別に、"もう一人の加藤"も小島の命を狙う。

### おわりのミッション
場所はガンツの部屋。
西（千手観音）（1体）
黒服星人（多数）
千手が4つ目の鍵である小島多恵の殺害を遂げ、機動隊の銃撃によって通常次元での死を得て、鮎川から奪取した「くろいボール」の力により遂にガンツの部屋への侵入を果たす。この時千手はガンツの部屋の存在する次元座標も突き止めており、これを伝えられた部下の黒服星人たちも次々とガンツの部屋にテレポートして来る。GANTZの掛け声と共にガンツメンバーと千手、黒服星人たちの激しい銃撃戦となる。ガンツメンバーのほとんどが倒れ、丸裸となったGANTZに向け、千手は壺の中の液体を浴びせる。GANTZは激しく発光し、そして大爆発する（だが、外見上の損傷は一切ない）。銃撃戦の後、瓦礫の山と化したガンツの部屋で生き残ったのは玄野、加藤、鈴木、鮎川、そして千手の5名。人間の心を理解しようとする千手に鈴木、鮎川が斬りかかるが、返り討ちにされ死亡。千手は玄野と対峙し「撃て！」と迫るが、加藤が間に割って入り、戦いを終えるよう玄野に切り出す。玄野はこれを無視してXガンを発砲。千手は人間との和解は不可能と判断し刀を構えるも、直後に右半身が炸裂し、死亡する。だが玄野も既に重傷を負っており、その場に倒れてしまう。もはやGANTZもエネルギーが尽きかけ、加藤は絶望する。その時、GANTZのディスプレイに、玄野への採点と『まんてんめにゅ～』が表示される。既に死期を悟っていた玄野は最後の決断をする。

## スタッフ
- 原作：奥浩哉『GANTZ』集英社/週刊ヤングジャンプ連載
- 脚本：渡辺雄介
- 音楽：川井憲次
- 製作指揮：宮崎洋
- 製作：大山昌作、鳥嶋和彦、島谷能成、藤島ジュリーK.、堀義貴、平井文宏、村上博保、大橋善光、鳥羽乾二郎
- エグゼクティブプロデューサー：奥田誠治
- シニアプロデューサー：菅沼直樹
- 企画プロデュース：佐藤貴博
- プロデューサー：田中正、飯塚信弘
- ラインプロデューサー：毛利達也
- 撮影監督：河津太郎
- 美術監督：原田恭明
- 録音：横野一氏工
- 編集：今井剛
- 装飾：高畠一朗
- 衣装：宮本まさ江
- 特殊造型プロデューサー：蟻川昌宏
- アクション監督：下村勇二
- 特殊メイク：若狭新一
- 特殊衣装：竹田団吾
- スクリプター：田口良子
- ヘアメイク：本田真理子
- 助監督：李相國
- 製作担当：荒木正人
- 企画協力：集英社「週刊ヤングジャンプ」編集部
- 特殊造型：島田知樹
- 武器デザイン協力：田中達之
- 特撮監督：神谷誠
- CG制作：デジタル・フロンティア
- CGプロデューサー：豊嶋勇作
- CGディレクター：土井淳
- VFXスーパーバイザー：前川英章
- 宣伝プロデューサー：高橋亜希人
- 協力：神戸フィルムオフィス、東京臨海高速鉄道
- 「GANTZ」FILM PARTNERS（日本テレビ放送網、集英社、東宝、ジェイ・ストーム、ホリプロ、バップ、読売テレビ放送、読売新聞、日活、札幌テレビ放送、宮城テレビ放送、静岡第一テレビ、中京テレビ放送、広島テレビ放送、福岡放送）
- 配給：東宝
- 制作プロダクション：日活撮影所
- 企画・製作幹事：日本テレビ放送網
- 監督：佐藤信介

## 製作
映画化に関してはハリウッドを含む国内外の多くの映画会社・プロダクションの中から日本テレビが映画化権を得た。
2009年10月7日に、マスコミ各社により、製作が明らかになった。2009年11月にクランクイン、2010年4月にクランクアップ。

## 公開
前編は2011年1月29日から日米同日公開され、アメリカ・カリフォルニア州ハリウッドにあるグローマンズ・チャイニーズシアターで邦画史上初の日米同日舞台挨拶を行った。
前編は全国410スクリーンで公開され、2011年1月29、30日初日2日間で興収は5億9,282万3,900円、動員は45万4,220人になり映画観客動員ランキング（興行通信社調べ）で初登場第1位となった。さらに公開第2週で動員100万人&興収10億円を突破し2週連続ランキング第1位となっている。公開23日目には累積成績が興収25億3,094万850円、動員202万3,568人になり再びランキング第1位となっている。
後編『GANTZ PERFECT ANSWER』は全国375スクリーンで公開され、2011年4月23、24日の初日2日間で興収5億5,161万800円、動員42万3,675人になり映画観客動員ランキング（興行通信社調べ）で初登場第1位となった。女性客を中心に支持を集めており、ぴあ初日満足度ランキング（ぴあ映画生活調べ）でも第1位になっている。韓国では第14回富川国際ファンタスティック映画祭で、前編後編とも発売直後約2分で完売するという映画祭の最短時間での売り切れを記録している。

## テレビ放送
後編公開前日の2011年4月22日には、オリジナルストーリーの『ANOTHER GANTZ』（アナザー・ガンツ）が日本テレビ系『金曜特別ロードショー』で放送された。前編『GANTZ』の内容を劇場版では登場しないフリーライター・菊地誠一（加藤晴彦）の視点で描き、前編では描かれなかった後編につながる秘密が語られる。劇場版と同じく佐藤信介と渡辺雄介が監督・脚本を担当した。また、地デジ放送・データ放送では場面の解説などが紹介される「シーンガイド」を実施。
2012年4月20日・27日に『金曜ロードSHOW!』で前後編が2週連続でテレビ初放送された。いずれも30分拡大での放送となる。放送時には夏菜からキーワードが発表され、2週分のキーワードを書いて公式HPに応募すると原作コミック33巻セット・Xガン・ガンツボール（2個セット）が当たるプレゼント企画が行われた。

### ANOTHER GANTZ
2011年4月22日21時-22時54分放映。2011年5月13日DVDリリースの『ANOTHER GANTZ ディレクターズカット完全版』ではオンエアとは異なる編集の完全版が発売されている。なおレンタル開始日は、2011年9月9日。
キャスト
- 玄野計 - 二宮和也
- 加藤勝 - 松山ケンイチ
- 菊地誠一 - 加藤晴彦
- 西丈一郎 - 本郷奏多
- 岸本恵 - 夏菜
- 鈴木良一 - 田口トモロヲ
- 重田正光 - 山田孝之
- 黒服・壹 - 綾野剛
- 相葉香凛
- 堀本雪詠
- 笠井しげ
- 松本光希
- 丸山隼
- 勝弥
- 重岡陽人
- 竹内勇人
- 望月智弥
- 花岡玲
- 石垣光代
- 藤沢健
- 松平和希

スタッフ
- 原作 - 奥浩哉「GANTZ」（集英社／週刊ヤングジャンプ連載）
- 監督 - 佐藤信介
- 脚本 - 渡辺雄介
- 企画プロデュース - 佐藤貴博
- プロデューサー - 田中正、田中誠一
- 撮影監督 - 河津太郎
- 美術監督 - 原田恭明
- 録音 - 矢沢仁
- 編集 - 今井剛
- 装飾 - 澤路和範
- 衣装 - 宮本まさ江
- ヘアメイク - 本田真理子
- 特殊造型プロデューサー - 蟻川昌宏
- 黒服スタイリスト - 伊賀大介
- スクリプター - 田口良子
- キャスティング - 東平七奈
- 助監督 - 松田康洋
- 製作担当 - 梁民柱
- ラインプロデューサー - 毛利達也

テーマ曲
- 「THE DOOR INTO ANOTHER GANTZ -予兆-」

## 受賞
- 第25回DVD＆ブルーレイでーた大賞 日本映画賞

## ソフト化
発売・販売元はバップ。
- into the「G」（1枚組・前編のナビゲートDVD、2010年12月1日発売）
  - GANTZとは?〜ストーリー紹介
  - メイキングカット、オフショット映像
  - 各キャスト・監督インタビュー
  - 特報・劇場予告編
  - 「GANTZ」製作報告会見、パブリックビューイングの模様
  - 隠し映像

他
- into the「G」II（1枚組・後編のナビゲートDVD、2011年4月20日発売）
  - 「GANTZ」の復習 本編ダイジェスト〜公開PR展開映像
  - 「GANTZ PERFECT ANSWER」特報・劇場予告編
  - 「GANTZ PERFECT ANSWER」の全貌
  - 各キャスト・スタッフの現場インタビュー

他
- ANOTHER GANTZ ディレクターズカット版（DVD1枚組、2011年5月13日発売）
  - 映像特典
    - 「GANTZ PERFECT ANSWER」劇場予告編

以下の商品はDVD、BDでリリース。両作品共に特製アウターケース&デジブック仕様。
- GANTZ（2枚組、2011年7月13日発売）
  - ディスク1：本編ディスク
    - 音声特典
      - オーディオコメンタリー（監督：佐藤信介×企画プロデュース：佐藤貴博×プロデューサー：田中正）

  - ディスク2：特典DVD
    - メイキングドキュメンタリー
    - イベントドキュメンタリー
    - 佐藤信介監督インタビュー
    - カウントダウンGANTZ
    - 特報・劇場予告編・TVスポット集
    - 「GANTZ PERFECT ANSWER」劇場予告編

  - 封入特典
    - 20Pブックレット
    - 国際マーケット用フライヤーレプリカ
- GANTZ PERFECT ANSWER（2枚組、2011年10月14日発売）
  - ディスク1：本編ディスク（劇場公開版本編の他、未公開シーンを追加した「EXTENDED EPILOGUE VERSION」も同時収録）
    - 音声特典
      - オーディオコメンタリー（監督：佐藤信介×特撮監督：神谷誠×アクション監督：下村勇二×企画プロデュース：佐藤貴博）

  - ディスク2：特典DVD
    - メイキング・オブ・「GANTZ PERFECT ANSWER」
    - イベントドキュメンタリー
    - 「GANTZ」DVD/BD発売記念イベントinタワーレコード新宿店
    - カウントダウンGANTZ 2
    - 佐藤信介監督インタビュー
    - 特報・劇場予告編・TVスポット集

  - 封入特典
    - 特別読切コミック「GANTZ / NISHI」
    - 映画「GANTZ」はこう読み解く!!〜特別ライナーノーツ〜
    - 20Pブックレット

### 売り上げ
2011年7月13日発売の前編DVD&Blu-rayは、発売初週にDVDが3.5万枚、BDが2.2万枚売り上げオリコン週間DVD、Blu-rayランキングで共に首位となる邦画作品としては初の2冠達成の快挙となった。また2011年10月14日発売の後編は発売初週DVDが3.2万枚、Blu-rayが2.1万枚売り上げDVDとBD共にオリコン週間ランキング総合首位となり、邦画作品初のシリーズ連続同時首位を達成している。

## 関連商品
サントラ
- Sound of GANTZ（2011年1月26日発売、バップ）
- Sound of GANTZ PERFECT ANSWER（2011年4月26日発売、バップ）

写真集
GANTZ VISUAL BOOK （編集：MORE編集部、2011年1月21日発売、集英社） ISBN 978-4-0878-0592-5
小説
映画 GANTZ （著者：日下部匡俊、映画脚本：渡辺雄介、漫画原作：奥浩哉、2011年1月31日発売、集英社） ISBN 978-4-08-703237-6